# Jacques Bertoux
Jacques Bertoux (né le 16 juin 1923 à Paris et mort le 26 septembre 2019 en Italie) est un sculpteur français.

## Formation et carrière
Jacques Bertoux a suivi une formation artistique à école des Arts Appliqués et à l'école des Beaux-Arts à Paris. Pendant ses études, il rencontre le mosaïste Charles Gianferrari, avec lequel il collabore à plusieurs reprises, et avec qui, entre autres, il fonde en 1962 l'équipe de design L'Œuf centre d'études.
Pendant la Seconde Guerre mondiale, il fait partie de la Résistance française, dans la compagnie Stéphane.

## Œuvres
Parmi les réalisations de Jacques Bertoux érigées dans l'espace public :
- Les Adrets, col du Lautaret : monument du maquisard (1946, monument aux morts du maquis du Grésivaudan[3])
- Albertville, lycée professionnel Le Grand Arc : L'Aurore (1963, mosaïque murale, avec Charles Gianferrari[4])
- Béziers, lycée Jean-Moulin : décor sculpté (1964, frise couronnant le bâtiment de l'internat, avec Charles Gianferrari[5])
- Caen :
  - Caisse d'allocations familiales du Calvados, avenue du 6-Juin : Ronde d'enfants (bas-reliefs de la façade, avec Charles Gianferrari[2],[6])
  - Lycée Pierre-Simon-de-Laplace : Le Métier et la Joie » (1954, haut-relief,avec Charles Gianferrari[7])
  - Rue de Bernières : bas-relief d'une façade d'immeuble (avec Charles Gianferrari[2])
- Fontaine-le-Pin : gerbe de blé sculptée, fronton de la mairie[2]
- Lagny-sur-Marne, lycée Van Dongen : aménagement d'un espace en amphithéâtre (1975, avec Nicolas Bertoux[2])
- Manosque, lycée Saint-Martin-le-Bret : mosaïques[8]
- Montataire, collège Anatole-France : mur sculpté double face (1970[2])
- Moux-en-Morvan : Hommage aux combattants du maquis des Fiottes (1947, sculpture, avec Charles Gianferrari[2])
- Les Mureaux, lycée François-Villon : Théâtre imaginaire (1986, aménagement d'une aire de jeux, avec Nicolas Bertoux[2])
- Paris, hôpital de la Pitié-Salpêtrière : haut-relief (1966[2])
- Strasbourg, école Jean-Fischart : Nef à rames (sculpture[2])
- Talence, faculté des sciences : sculpture (1970[2])
- Le Touquet-Paris-Plage, lycée hôtelier : sculptures-fontaines (1972[9])
- Vernon, cité scolaire Georges-Dumézil : grille d'entrée et mosaïque du patio du bâtiment administratif (1966-1968[2])
- Vimoutiers, fronton de l'hôtel de ville : blason sculpté[2]